# Индийска архитектура
Индийска архитектура е световноизвестна с десетки сгради, които са част от световното културно наследство. Основна следа в индийската архитектура оставят Индийско-ислямска архитектура и архитектурата на Индийските духовни храмове. 

## История
Архитектурата на Индия се заражда по време на Бронзовата епоха в периода 2500 – 2000 г. пр. Хр. По време на управлението на Ашока Велики (273 г. пр.н.е. – 232 г. пр. Хр.) се извършва мащабно изграждане на будистки манастири. Строенета но храмове продължава и при династията Шунга (II-I век пр.н.е.), Барелефите започнаха да се издълбават върху ступи и торани (монументални арки). По време на династията Кушан (I-III в. пр.н.е.) възникват два стила на будисткото изкуство, стил Матура в Утар Прадеш и гръко-будисткият стил в Гандхара (съвременен Афганистан и Пакистан). Започвайки с издигането на власт на Чандрагупта през 320 г. пр.н.е., класическият период на индийската архитектура започва.
Страната изпитва архитектурно влияние своята метрополия – Британия. Освен това в страната има сгради които са повлияни от френската и нидерландската архитектура. Съвременната индийска архитектура се характеризира с най-различни изпълнения на сданията. Една от сградите първи представител на тази епоха е Храмът Лотус в Ню Делхи.
- Ата Манди Деори
- Таж Махал
- Лотус храм